# Eurelectric
EURELECTRIC (nome completo: The Union of the Electricity Industry - EURELECTRIC) è l'associazione di settore che rappresenta gli interessi comuni dell'industria elettrica a livello europeo. EURELECTRIC si occupa di tutti i principali temi del settore elettrico, dalla generazione alle reti di distribuzione fino ai temi relativi ai clienti e al mercato.
EURELECTRIC è stata formalmente costituita nel 1989  Organizza una Conferenza e una Convention annuale in cui si discute di politiche energetiche

## Struttura organizzativa
EURELECTRIC è guidata da un Presidente e due Vice Presidenti (eletti per periodi di due anni) e da un Consiglio di Amministrazione. 
Il Segretario Generale coordina il Segretariato che consiste di sei unità organizzative con personale internazionale di circa trenta persone. Ci sono cinque comitati tecnici e circa trenta gruppi di lavoro.

## Membri
Le associazioni nazionali seguenti sono membri di Eurelectric con diritto di voto:
- - Österreichs E-Wirtschaft (Association of Austrian Electricity Companies)
- - Fédération Belge des Entreprises Electriques et Gazières asbl/Federatie van de Belgische Elektriciteits- en Gas Bedrijven vzw - FEBEG
- - Energy Management Institute - EMI
- - Croatian EURELECTRIC Section (Hrvatska Elektroprivreda d.d.)
- - Electricity Authority of Cyprus
- - Cesky Svaz Zamestnavatelu v Energetice - CSZE (Czech Association of Employers in Electricity Industry)
- - Dansk Energi (Danish Energy Association)
- - Eesti Elektritööstuse Liit (Union of Electricity Industry of Estonia)
- - Energiateollisuus ry (Finnish Energy Industries)
- - Union Française de l'Electricité - UFE
- - Bundesverband der Energie- und Wasserwirtschaft e.V. - BDEW
- - Hellenic Electricity Association - HELAS
- - EURELECTRIC Magyarorszagi Tagozat - EMT (Hungarian EURELECTRIC Association)
- - Samorka (Icelandic Energy and Utilities)
- - Electricity Association of Ireland Ltd - EAI
- - Elettricità Futura (nata ad Aprile 2017 dall’integrazione tra Assoelettrica e assoRinnovabili)
- - Latvijas Elektroenergetiku un Energobuvnieku asociacija - LEEA (Latvian Association of Power Engineers and Energy Constructors)
- - Nacionalinė Lietuvos Energetikos Asociacija (National Lithuanian Energy Association)
- - Organisation des Entreprises d'Electricité du Luxembourg / National Luxembourg Association
- - ENEMALTA Corporation
- - Energi Norge (Energy Norway)
- - Polski Komitet Energii Elektrycznej - PKEE (Polish Electricity Association)
- - Associacao Portuguesa das Empresas do Sector Electrico - ELECPOR (Portuguese Association of Electric Power Utilities)
- - Asociata Institutul National Roman Pentru Studiul Amenajarii si Folosirii Surselor de Energie - IRE (Romanian Institute for Energy Development Studies)
- - Zväzu zamestnavatel'ov energetiky Slovenska - ZZES (Union of Employers of Power Industry in Slovakia)
- - Energetska Zbornica Slovenije, Sekcija EURELECTRIC - EZS (Energy Industry Chamber of Slovenia, EURELECTRIC Section)
- - Asociación Espanola de la Industria Eléctrica - UNESA (Spanish Association of the Electricity Industry)
- - Svensk Energi (Swedenergy) AB
- - Verband Schweizerischer Elektrizitätsunternehmen - VSE/AES (Association of the Swiss Electricity Companies)
- - Vereniging Energie-Nederland - EnergieNed (Association of Energy Producers, Traders and Retailers in the Netherlands); Netbeheer Nederland
- - Türkiye Elektrik Sanayi Birligi - TESAB (Association of Turkish Electricity Industry)
- - Energy UK (Association of Electricity Producers Ltd); Energy Networks Association Ltd (ENA)

Le associazioni nazionali seguenti sono membri affiliati di Eurelectric senza diritto di voto::
- European Affiliate Members
  -  - Belenergo
  -  - Elektroprivreda Bosne i Hercegovine
  -  - NP "Market Council"
  -  - Electric Power Industry of Serbia
  -  - Jersey Electricity Company
- Mediterranean Affiliate Members
  -  - Société Algérienne de l'Electricité et du Gaz (SONELGAZ)
  -  - Egyptian Electricity Holding Company (EEHC)
  -  - Office National de l'Électricité (ONE)
- International Affiliate Members
  -  - Central Research Institute of Electric Power Industry (CRIEPI)
  -  - Kazakhstan Electricity Grid Operating Company